# 가마세역
가마세역(일본어: 鎌瀬駅)은 일본 구마모토현 야쓰시로시에 위치한 규슈 여객철도 히사쓰 선의 철도역이다. 단선 승강장 1면 1선의 구조를 갖춘 지상역이다.

## 이용 현황
| 연도     | 1일 평균 승차 인원 | 1일 평균 하차 인원 |
| -------- | ------------------ | ------------------ |
| 2000년도 | 46                 | 99                 |
| 2001년도 | 38                 | 79                 |
| 2002년도 | 40                 | 87                 |
| 2003년도 | 39                 | 84                 |
| 2004년도 | 36                 | 78                 |
| 2005년도 | 29                 | 63                 |
| 2006년도 | 23                 | 50                 |
| 2007년도 | 18                 | 39                 |
| 2008년도 | 10                 | 21                 |
| 2009년도 | 8                  | 17                 |
| 2010년도 | 9                  | 18                 |
| 2011년도 | 7                  | 16                 |
| 2012년도 | 9                  | 18                 |

## 역 주변
- 국도 제219호선
- 구마강

## 역사
- 1952년 6월 1일 : 일본국유철도가 민간 청원역으로서 개설. 역무원 배치. 히토요시 기관구에 키하 41000형 기관차가 배치되어, 운전을 개시했던 것으로 함.
- 1987년 4월 1일 : 일본국유철도 분할 민영화에 의해, 규슈 여객철도가 승계.

## 인접 역
| 히사쓰 선          | 히사쓰 선   | 히사쓰 선            |
| ------------------ | ----------- | -------------------- |
| 하키 야쓰시로 방면 | ■ 히사쓰 선 | 세토이시 하야토 방면 |